# Bitxac
El bitxac o bec de perdiu (Chroogomphus mediterraneus) és una espècie de pampa que pertany al grup de les cames de perdiu.

## Morfologia
Barret de fins a 7 cm de diàmetre, de hemisfèric a convex o més rarament subcònic quan és jove, amb l'edat d'estès a dèbilment umbilicat, algun cop dèbilment umbonat; marge generalment enrotllat, superfície amb fibril·les innates, de subviscida a seca; de color gris fosc a gris olivaci quan és jove, amb l'edat de bru olivaci a bru vinaci, bru ocràci o bru rosat, sovint amb taques ocràcies.
Làmines de moderada a profundament decurrents i clarament arquejades, distants, en el jove cobertes d'un vel cortinoide ataronjat fugaç; de color ocràci a taronja o taronja albercoc quan són immadures, amb clapes cada cop més fosques en madurar, finalment bru pàl·lid a bru olivaci; aresta concolor o més pàl·lida.
Cama de fins a 9 x 20 cm, de cilíndrica a fusiforme, sovint flexuosa i afuada, amb aspecte de clàvia (d'on prové el nom: "Bitxac: Clàvia o arrel mestra d'un arbre, especialment del pi (Baix Empordà)", de taronja albercoc a ocràcia, peu amb miceli basal tomentós, clarament groc ocraci o més rarament crem ocràci mat.
Carn del barret i la cama de color taronja albercoc, algun cop més enfosquida cap el peu; al tast lleugerament agra, àcid en sobremadurar; olor feble.

## Hàbitat
Bolet comú, de tardor, hivern i primavera en boscos de coníferes i mixtes; sembla preferir les pinedes mediterrànies, tèrmiques, sovint amb sotabosc escleròfil, amb pi blanc (Pinus halepensis), pi roig (P. sylvestris) i pinassa (P. nigra).
Contràriament a l'epítet específic, C. mediterraneus està molt àmpliament distribuït, arribant fins al nord d'Escòcia i Finlàndia.

## Comentaris
Chroogomphus mediterraneus és una espècie d'evident plasticitat.
Difereix de la resta d'espècies del gènere (amb l'excepció de C. cf. helveticus, en la manca de reacció amiloide en la trama de les làmines.
També és útil per a diferenciar el bitxac de la cama de perdiu la lentitud en madurar de les làmines joves, que mantenen el color taronja albercoc viu fins molt tard.
En diverses ocasions s'ha observat que bolets de bitxacs creixen en contacte directe amb fetjons (Rhizopogon cf. luteolus, R. cf. roseolus i R. cf. vulgaris).

## Gastronomia
És comestible. En fregir-lo primer es torna d'un color violaci i al final gairebé negre.